# Serpusilla andringitra
Serpusilla andringitra är en insektsart som beskrevs av Wintrebert 1972. Serpusilla andringitra ingår i släktet Serpusilla och familjen gräshoppor. Inga underarter finns listade i Catalogue of Life.